# Mercúrio da Etiópia
Mercúrio (nascido: Ze-Libanos Fanta; 14 de junho de 1938 – 3 de março de 2022) foi um bispo etíope e o quarto Patriarca da Igreja Ortodoxa Etíope, eleito após a morte do Abuna Tacla Haimanote em maio de 1988. Mercúrio permaneceu Patriarca por três anos até 1991, quando a Frente Democrática Revolucionária do Povo Etíope (FDRPE) derrubou a Junta Militar comunista conhecida como Dergue em Adis Abeba. Depois de passar quase três décadas vivendo no exílio, ele foi autorizado a retornar a Addis Abeba e ser reconhecido como patriarca ao lado do Abuna Matias.